# Theodor Wolscht
Theodor Wolscht (* 23. September 1901 in Frankfurt am Main; † 20. April 1945 in Berlin) war ein deutscher Student, der 1924 zusammen mit Karl Kindermann und Maxim Napolinowitsch von Dittmar zu einer privaten Reise in die Sowjetunion aufbrach. Kurz nach der Ankunft der drei in Moskau wurden sie verhaftet. Ihnen wurde Spionage gegen die Sowjetunion und versuchter Mord an hohen Sowjet-Führern vorgeworfen. Diese Anschuldigungen sowie der nachfolgende Prozess führten zu einer schweren Belastung des deutsch-sowjetischen Verhältnisses und gingen als Kindermann-Wolscht-Affäre in die Geschichte ein.

## Leben
Das Leben von Theodor Wolscht lässt sich nur lückenhaft rekonstruieren, so etwa im Rückgriff auf Alfred Erler, der in seinem 1926 erschienenen Buch Das Schicksal der Moskauer Studenten ein sehr positives Bild von Wolscht zeichnet und zugleich einer der wenigen ist – wenngleich ohne Angabe von Quellen –, der einige Anhaltspunkte über Wolschts Biographie zur Verfügung stellt.

„Theodor Wolscht, geboren zu Frankfurt a. M. am 23. September 1901. Während des Krieges hat er mit seinem Vater, einem pensionierten Gymnasialprofessor, mehrfach den Aufenthaltsort gewechselt. Ostern 1920 hat er am Gymnasium zu Boppard die Reifeprüfung bestanden. Nachdem er ein Jahr als Tischlerlehrling gearbeitet hatte, ging er aus Gesundheitsrücksichten als Volontär auf das Gut einer alten Dame, deren verstorbener Mann mit seinem Vater eng befreundet gewesen war. Der Sohn dieser Dame, Dr. jur. R., veranlaßte ihn zum chemischen Studium und versprach ihn zu unterstützen. So kam er nach Berlin. Dort war er eine Zeitlang in der Wehrschaft Neomarchia, einer schlagenden Studentenverbindung, dritter Chargierter, trat aber später wegen seiner kommunistenfreundlichen Anschauung aus.“

Anhand des Frankfurter Adressbuchs von 1901 lässt sich die Geburt Theodor Wolschts nur zum Teil verifizieren. Zwar findet sich dort der Eintrag „Wolscht, Emilie, gb. Runge Rechnungsraths Wi Priv. Affenthorpl. 22/1“, doch ergeben sich daraus keine direkten Hinweise auf die Verwandtschaftsverhältnisse oder die Eltern von Theodor Wolscht. Im Gegensatz zu Erler, der Wolschts Vater als Gymnasialprofessor bezeichnet hatte, erweckt Jörn Happel zudem den Eindruck, der „Professor Dr. Wolscht“ sei ein „richtiger“ Professor gewesen. Erler und Happel sagen aber beide nichts darüber aus, für welches Fach Wolschts Vater Professor war; Erler erwähnt nur, der Sohn habe von seiner Reise in die Sowjetunion „außer anderen Naturalien sibirische Laubmoose […] schicken“ sollen, die sein Vater „für seine mikroskopischen Studien zu haben wünschte“.
Offen bleibt auch der Ort, an dem Theodor Wolscht die von Erler angeführte Tischlerlehre begann, denn die Rede ist nur von einem „Tischlermeister Kerberloh in O.“ Ebenso bleiben das „Gut einer alten Dame“ und deren Sohn, den Erler an anderer Stelle als Wolschts „ehemaligen Prinzipal Dr. Rossi“ bezeichnet, als Gönner von Wolscht im Dunkeln.
Theodor Wolschts ehemalige Mitgliedschaft in einer schlagenden Verbindung steht wohl außer Zweifel. Schon Kindermann erwähnte sie, und Erler zitiert einen Kommilitonen, nach dem Wolschts „Vollbart seine hübschen Schmisse“ verdeckt habe. Ob er aber aus der „Wehrschaft Neomarchia“ wegen seiner „kommunistenfreundlichen Anschauung“ ausgetreten ist (Erler, siehe oben) oder diese Anfang der 1920er Jahre überhaupt noch bestanden hat, ist unklar. Nach Happel hatte sich die Neo-Marchia bereits 1887 aufgelöst. „Bis 1933 bestand dort [Berlin] das Corps Marchia und die Landsmannschaft Marchia.“ Eine Zugehörigkeit Wolschts zu einer der beiden ist nicht belegt.
Andererseits gibt es durchaus Belege für Wolschts kommunistische Gesinnung. „Ein Brief von Wolschts ehemaligem Prinzipal Dr. Rossi bezeugt ausdrücklich Wolschts kommunistische Gesinnung und macht es ihm sogar zum Vorwurf, daß er sich von Berliner Kommunisten habe einfangen lassen.“ Als aber im Zuge der Reisevorbereitungen Kindermann und Wolscht seitens der sowjetischen Botschaft nahegelegt wurde, zur Beschleunigung der Formalitäten der KPD beizutreten, vollzog nur Kindermann diesen Schritt. Wolscht „konnte sich kein Parteibuch verschaffen und beschloß daher, die Reise nicht als eingeschriebenes Mitglied der KPD, sondern als sympahtesierender Kommunist zu machen“.
Weitere Informationen über Wolscht stammen von Egon Erwin Kisch. Dieser behauptete, Wolscht sei Mitglied der Technischen Nothilfe ‚Hilfsdienst‛‟ gewesen. Für Kisch, der als einziger über diese angebliche Mitgliedschaft Wolschts berichtete, ist das stimmig, da er völlig einseitig die sowjetische Propaganda zum Moskauer Prozess wiedergab. „Wolscht ist Chargierter der antisemistisch-monarchistischen Korporation ‚Neomarchia‘, Mitglied der Technischen Nothilfe ‚Hilfsdienst‘, verkehrt mit dem in den Rathenaumord verwickelten Günther, und hat sich laut einem (bei der Verhandlung nicht bekannt gewesenen) Brief seines Vaters an die ‚Vossische Zeitung‘ – bzw. nach väterlicher Ansicht: aus Aufschneiderei – gerühmt, schon manchem Bolschewiken das Lebenslicht ausgeblasen zu haben.“ Stefan Großmann, Begründer und Herausgeber der politischen Wochenschrift Das Tage-Buch, fühlte sich veranlasst, Kisch in diesem Punkt entgegenzutreten, da dessen Behauptung über Wolscht selbst die Toleranz des Tage-Buchs überschreiten würden.
Kisch war – neben den späteren Moskauer Anklägern – nicht der einzige, der unzutreffende Behauptungen über Wolscht und dessen Vergangenheit aufstellte. Auch Kindermann behauptete während seiner Moskauer Verhöre, „daß sein Genosse Wolscht am Weltkrieg teilgenommen und ein U-Boot versenkt habe. Die Unmöglichkeit liegt auf der Hand, weil Wolscht während des ganzen Krieges noch auf der Schulbank saß. Die beiden Freunde hatten sich hundertmal über dieses Thema unterhalten. Eine Verwechslung ist ausgeschlossen. Ebenso falsch ist die Behauptung, daß Wolscht und Kindermann Mitglieder der Organisation Consul seien. Keiner von ihnen war es. Kindermann als Jude wäre von dieser antisemitischen Vereinigung niemals aufgenommen worden. […] Ueber die politische Richtung seines Freundes Wolscht war Kindermann ebenfalls genau orientiert. Daß Wolscht wegen seiner kommunistischen Anschauung aus der Wehrschaft Neomarchia ausgetreten war und zu der O.C. in keinerlei Verbindung stand, wußten sämtliche Bewohner des Studentenheims.“ Erler spielt damit auf eine Berliner Studentenunterkunft in einer ehemaligen Kaserne in der Friedrichstraße 107 an, in der sich 1924 vermutlich Kindermann und Wolscht kennengelernt hatten. „Im Hofe der alten Gardekaserne befanden sich seit der Kriegszeit zwei hölzerne Baracken, die eigentlich schon längst niedergerissen werden sollten, aber wegen der großen Not, in der so viele Studenten lebten, ihnen als Wohnung überwiesen worden waren. Jede Baracke bestand aus einer Reihe von geräumigen Zimmern, in denen stets zwei Studenten zusammen wohnen konnten. Die meisten von uns mußten sich ihren Lebensunterhalt durch Nachtarbeit als Zeitungsverkäufer oder in der Fabrik verdienen. Zum Studieren hatten wir oft gar keine Zeit.“ Von Dittmar wird später in Moskau behaupten, das Studentenheim in der Friedrichstraße sei von der Organisation Consul ins Leben gerufen worden.
Warum Kindermann solche wahrheitswidrigen Aussagen machte, kann auch Erler nicht erklären. Unentscheidbar bleibt für ihn, ob Kindermann zum pathologischen Lügner geworden sei, sich in einem geisteskranken Zustand befunden habe, „oder durch die vielen Quälereien in der monatelangen Untersuchungshaft allen Mut verloren und infolge dieser seelischen Depression im Vertrauen auf die Versicherungen und Versprechungen baldiger Freilassung einfach alles unterschrieben habe[.], was man ihm vorlegte“. Kindermann selber behauptete, er sei bei der Abfassung dieser Anschuldigungen betäubt worden und „zur unfreiwilligen Unterzeichnung eines Dokumentes mißbraucht [worden], dessen Inhalt mir ganz unbekannt war“.
Im Frühjahr 1924 hatten sich Kindermann und Wolscht kennengelernt. „Da Theo Wolscht und ich in vielen Weltanschauungsfragen miteinander übereinstimmten und ersterer schon lange eine Auslandsreise anzutreten wünschte, so machte ich ihm den Vorschlag, sich mir anzuschließen. Er war zwei Jahre älter als ich, stammte vom Rhein und besaß viel Sinn für das Praktische.“ Viel mehr an Informationen über Wolscht ist bei Kindermann nicht zu erfahren, vor allem darüber nicht, ob dieser zu diesem Zeitpunkt überhaupt noch studierte oder ernsthaft über einen Studienabschluss nachdachte. Auf alle Fälle war von nun an aber ihr Schicksal eng miteinander verbunden und führte zu dem, was als Kindermann-Wolscht-Affäre bekannt wurde.
Mit den Todesurteilen, den Begnadigungen und einem Gefangenenaustausch war die Kindermann-Wolscht-Affäre im September 1926 formal beendet. Was Theodor Wolscht nach seiner Rückkehr nach Deutschland machte, ist nicht bekannt. Ein letzter Hinweis auf ihn findet sich im Berliner Verordnungsblatt aus dem Jahre 1946: „Auf Antrag der Frau Gerda Wolscht, geb. Scheufelein, wohnhaft in Wiesbaden-Eigenheim, Eintrachtstraße 11, wird der Theodor Wolscht, geboren am 23. September 1901 in Frankfurt am Main, zuletzt wohnhaft in Berlin-Halensee, Cicerostraße 59, für tot erklärt. Als Zeitpunkt des Todes wird der 20. April 1945 festgestellt.“